# Eduard Rapp
Eduard Reyngoldovitch Rapp, né le 3 mars 1951 à Omsk, en URSS, est un coureur cycliste soviétique sur piste. Spécialiste du kilomètre, il remporte deux fois le titre de champion du monde dans cette discipline en 1971 et 1974.

## Biographie
Eduard Rapp rêvait de faire du vélo en compétition, mais une endocardite lui interdisait des efforts violents. Les médecins l'orientent vers la gymnastique qui lui procure une musculature imposante pour une stature ordinaire : 1,75 m, 79 kg. Après cette rééducation, c'est vers le cyclisme sur piste qu'il s'oriente à ses débuts en 1968. La sibérienne Omsk possède des hivers longs, peu propice au cyclisme sur route, mais est doté d'un vélodrome parmi les plus réputés de l'Union soviétique.
Dès ses débuts, il remporte la Coupe de l'URSS en poursuite, discipline qu'il continue de pratiquer, au sein de l'équipe nationale de l'URSS. Aux championnats du monde de 1974, il est d'ailleurs l'un des membres du "quatuor" soviétique (avec Vladimir Osokin, Vitali Petrakov et Dohogilkin) qui se qualifie pour les demi-finales de la compétition, se classant finalement quatrième. 
Mais il s'oriente rapidement vers les épreuves de vitesse et du kilomètre. En 1970, il se classe huitième du Grand Prix de Toula de vitesse, remporté par Daniel Morelon. Il se classait cette même année deuxième du Championnat d'URSS du kilomètre, avant de conquérir le titre en 1971. La concurrence dans cette discipline était rude avec un autre cycliste soviétique, Anatoli Iablunovski. Celui-ci enlève le titre de champion d'URSS en 1974, mais Edouard Rapp garde sa place pour disputer le Championnat du monde où il remporte l'épreuve du kilomètre.

## Palmarès

### Palmarès sur piste
- 1970
  - 2e du championnat d'URSS du kilomètre
- 1971
  -  Champion du monde du kilomètre amateurs
  -  Champion d'URSS du kilomètre
- 1972
  -  Champion d'URSS du kilomètre
  -  Champion d'URSS de poursuite par équipes amateurs
  - 8e du kilomètre aux Jeux olympiques de Munich[2]
- 1973
  -  Médaillé d'argent du championnat du monde du kilomètre amateurs
- 1974
  -  Champion du monde du kilomètre amateurs
  -  Champion d'URSS de poursuite par équipes
  - 4e du championnat du monde de poursuite par équipes (avec Vladimir Osokin, Vitali Petrakov et Dohogilkin)
- 1975
  -  Champion d'URSS du kilomètre
  -  Médaillé d'argent du championnat du monde du kilomètre amateurs
- 1976
  -  Champion d'URSS du kilomètre
- 1977
  -  Champion d'URSS du kilomètre[3]
  - 7e du championnat du monde du kilomètre amateurs
- 1979
  -  Champion d'URSS du kilomètre
  -  Médaillé de bronze du championnat du monde du kilomètre amateurs

### Palmarès sur route
- 1976
  - 2e et 6e étapes du Tour de Cuba
- 1977
  - 9e étape du Tour de Cuba